# Steggoa gracilior
Steggoa gracilior is een borstelworm uit de familie Phyllodocidae. Het lichaam van de worm bestaat uit een kop, een cilindrisch, gesegmenteerd lichaam en een staartstukje. De kop bestaat uit een prostomium (gedeelte voor de mondopening) en een peristomium (gedeelte rond de mond) en draagt gepaarde aanhangsels (palpen, antennen en cirri).
Steggoa gracilior werd in 1919 voor het eerst wetenschappelijk beschreven door Ralph Vary Chamberlin. De wormen zijn ongeveer 26 millimeter lang, groen van kleur en hebben ongeveer 123 segmenten. Ze werden aangetroffen aan de kust van Californië nabij Laguna Beach.